# Kyryło Turyczenko
Kyryło Jewhenowycz Turyczenko (ukr. Кирило Євгенович Туриченко; ur. 13 stycznia 1983 w Odessie) – ukraiński muzyk, piosenkarz i aktor.